# Kirsten Niehuus

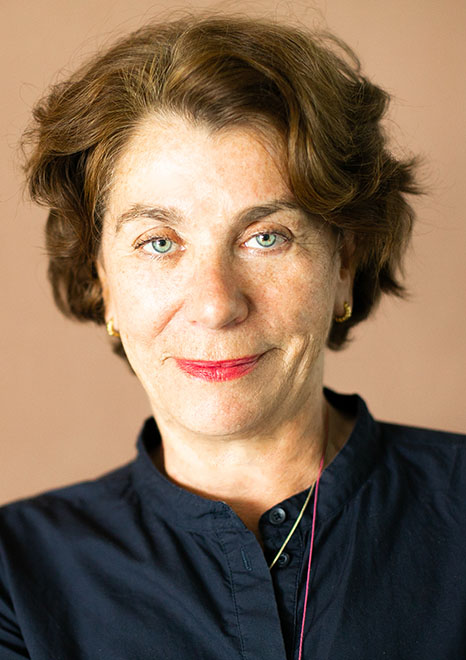
Kirsten Niehuus

Kirsten Niehuus (* 8. März 1959 in Hamburg) ist seit 2004 Geschäftsführerin der Filmförderung im Medienboard Berlin-Brandenburg. Davor war sie 1999–2004 stellvertretender Vorstand der nationalen Filmförderungsanstalt (FFA) und 1995–1998 Leiterin der Rechtsabteilung von Senator Film in Berlin.

## Werdegang
Neben ihrer Arbeit als Medienboard-Intendantin ist Niehuus, die Jura studiert hat, Mitglied verschiedener Gremien der Filmwirtschaft, u. a. gehört sie der Gesellschafterversammlung von German Films an und war Teil des Kuratoriums der Berliner Filmhochschule DFFB. Von 2012 bis 2016 war sie Mitglied im ZDF-Fernsehrat.
Seit Niehuus die Filmförderung des Medienboards leitet, hat sie diverse Initiativen gestartet, darunter das Programm „Leuchtstoff“ zur gemeinsamen Nachwuchsförderung mit dem rbb, verschiedene Artist-in-Residence-Stipendien und Co-Development Fonds mit Partnern in Polen, der Türkei und Russland. Im Rahmen des 26. Filmfestival Cottbus bekam sie 2016 die Ehren-Lubina für ihre Verdienste um die Entwicklung des mittel- und osteuropäischen Films verliehen. 
Kirsten Niehuus ist Trägerin des französischen Kulturordens Chevalier des Arts et des Lettres und seit 2014 Honorarprofessorin an der Filmuniversität Babelsberg Konrad Wolf, wo sie Filmfinanzierung, Filmförderung und Filmpolitik unterrichtet.